# Київський автобусний парк №7
Автобусний парк № 7 — автопарк з вантовим даховим покриттям на Дарниці в Києві, зразок індустріальної архітектури. За визначенням CNN, автопарк — «найразючіший приклад радянського модернізму», «прихована реліквія» попередньої доби, яка «раніше вважалася інноваційною будівлею».

## Історія
У середині 1960-х років під автопарк № 7 виділили ділянку на Бориспільській вулиці, 15. Будівництво тривало приблизно вісім років і завершилось 1973.
На підприємстві працювало близько 1400 осіб. У депо щодня обслуговувалось 400 автобусів, які здійснювали міські, міжміські і міжнародні маршрути.
У квітні 1986 року, коли сталась Чорнобильська катастрофа, близько 70 автобусів депо залучили до евакуації людей із Прип'яті.
Розвал СРСР і тривала економічна криза сприяли занепаду підприємства. У 1990-х роках стало неможливим здійснення міжнародних рейсів. 2005 року скасували обслуговування міських маршрутів.
«Київпастранс» використовував депо для збереження понад 900 одиниць непридатного до експлуатації громадського транспорту. Поступово будівля занепадала. Факт аварійності підтвердила державна архітектурно-будівельна інспекція. 2015 року парк закрився. Постало питання про знесення будівлі з наступним продажем ділянки під забудову. Незгодна з таким рішенням громадськість закликала міську владу зберегти унікальну споруду. Відповідну петицію підтримало 10 тисяч киян.
2019 року депутати міськради Ігор Мірошниченко, Прохор Антоненко, Андрій Задерейко і Сергій Майзель ініціювали створення робочої групи при департаменті транспортної інфраструктури Київської міськдержадміністрації, метою якої стало вирішення питання щодо збереження автопарку № 7.

## Архітектура
Комплекс парку складався з дев'ятиповерхового адміністративного корпусу, ремонтних цехів, цеху з виробництва автобусного скла, автомийки. Однак найунікальнішою будівлею був гараж архітектора В.Зинкевича.
1960-ті — 1970-ті роки у СРСР були добою захоплення космічною темою. У багатьох містах виростали бетонні будівлі з вікнами і вітринами у вигляді ілюмінаторів та величезними залами. Тенденції гігантоманії відобразились і в архітектурі депо. «Футуристична споруда» у стилі модернізму мала дископодібну, як гігантський НЛО, форму. Проте у працівників автопарку були інші асоціації. Її там прозвали «цирком» або «барабаном».
Унікальний інженерний об'єкт, діаметром 160 метрів, покрито висячим шатровим дахом. Єдиною опорою є 18-метрова вежа у центрі приміщення. Від неї до стін натягнуті 84 товсті сталеві канати (ванти), на яких укладені залізобетонні плити. Площа приміщення становить близько 20 тисяч квадратних метрів.
Зовнішня стіна депо складається із загартованих скляних трубок, через які у приміщення проходило денне світло. За допомогою витяжки у колоні-опорі з приміщення видалялися вихлопні гази. Узимку будівля добре опалювалася, тому на величезній площі завжди було понад 20 градусів тепла.